# Nérondes

Nérondes este o comună în departamentul Cher, Franța. În 1 ianuarie 2022 avea o populație de 1.412 de locuitori.